# روبيرتو أنزولين
روبيرتو أنزولين (بالإيطالية: Roberto Anzolin)‏ (مواليد 18 أبريل 1938 - 6 أكتوبر 2017) هو لاعب كرة قدم في مركز حراسة المرمى، لعب مع منتخب إيطاليا لكرة القدم. كما شارك في بطولة كأس العالم لكرة القدم مع منتخب بلاده.
توفي في 6 أكتوبر 2017.

## روابط خارجية
- روبيرتو أنزولين على موقع قاعدة بيانات كرة القدم.إي يو (الإنجليزية)
- روبيرتو أنزولين على موقع ناشيونال فوتبول تيمز (الإنجليزية)
- روبيرتو أنزولين على موقع عالم كرة القدم.نت (الإنجليزية)